# Carmen Rión
Carmen Rión (Ciudad de México, México, 1956) es una diseñadora de moda mexicana destacada por su labor empresarial con distintas comunidades indígenas.

## Primeros años
Nace en la Ciudad de México en el seno de una familia dedicada a la industria del vestido.
Empieza su formación tomando cursos de estampado, tapicería, tintes y tejidos para luego estudiar Diseño Gráfico en la Universidad Iberoamericana, tras graduarse cursa la maestría en diseño en la Allgemeine Gewerbeshule en Basilea, Suiza.
Terminando la universidad trabaja haciendo vestuario para teatro y creando estampados para distintos diseñadores, tras el éxito que tiene vendiendo ropa, decide incursionar en la industria del vestido, colaborando con su hermano en la marca Catorini, diseñando ropa combinable entre sí de color blanco con lycras de algodón y lino.
Al cerrar la marca luego de enfrentarse a dificultades económicas tras la implementación del Tratado de Libre Comercio de América del Norte, empieza a experimentar con parches y retazos de tela para afinar su estilo, finalmente, tras establecer un mercado de piezas únicas, fundó la marca con su nombre.

## Carrera
En 1999 abre su marca homónima, utilizando el espacio del diseñador industrial Ezequiel Farca, al año siguiente inaugura su primera boutique en la Colonia Condesa, tras aliarse con el FONART y colaborar con artesanas empieza a destacar en los círculos nacionales e internacionales de moda, en 2007 fue invitada al Acapulco Fashion donde Naomi Campbell modeló una de sus piezas.
En 2008 la Universidad Politécnica de Hong Kong le realizó un homenaje. 
Actualmente está establecida con boutiques en distintas partes de la república y puntos de venta en el extranjero.

## Artesanía
En 2004, llegó al Fondo Nacional para el Fomento de las Artesanías, que quería vender guayaberas en sus tiendas, como el proceso era incosteable, decidieron aliarse con Rión, en el proceso conoció a la antopóloga Marta Turok, quien entonces dirigía el Centro de Investigación, Documentación e Información para la Enseñanza de la Artesanía de la Escuela de Artesanías del INBA que la invitó a una iniciativa para conjuntar el trabajo entre artesanos y diseñadores, tras aceptar, dio clases a tres grupos de artesanos en Los Altos de Chiapas, con quienes trabajó un par de años, volviéndose parte central de su trabajo desde entonces.
Posteriormente, empezaría la iniciativa "Paisaje Mocheval", en la que con un grupo de artesanas haría mochevales o rebozos, inspirados en el paisaje de la zona donde vivían, resultando en 120 prendas que serían expuestas en el Museo Franz Mayer de la Ciudad de México en 2011. Años después abriría el grupo Carmen Rión + Sna Maruch eligiendo a un grupo de 40 mujeres de Zinacantán que habían trabajado con ella en su proyecto anterior, Paisaje Mocheval, con el que todavía colabora.

## Polémica
La diseñadora se vio involucrada indirectamente en polémica, la diputada Layda Sansores San Román vistió, y le reclamó al presidente Peña Nieto por los maestros desaparecidos, un saco, un rebozo y un vestido con la cara de los 43 estudiantes de Ayotzinapa de la colección MX|HK. Un proyecto de jóvenes artistas textiles del taller de CDMX-HONG KONG, las estudiantes bajo la tutela de la diseñadora y Kinor Jiang, crearon una colección para la exposición en Francia "REBELDES" dentro del marco del Festival Internacional de Textiles Extraordinarios FITE en la Ciudad de Clermont, una crítica social a tragedias e injusticias en el mundo a través de piezas textiles de todo el mundo. Posteriormente las noticias interpretaron mal la información para generar polémica. La exposición fue sin fines de lucro. 

## Vida personal
Estudió Diseño Gráfico, licenciatura de la que se graduó con mención honorífica con la tesis “Proceso de diseño para estampado textil mexicano”. Continuó sus estudios de Maestría en Diseño Gráfico y Textil en la Allgemeine Kunstgewerbeschule en Basilea, Suiza.  
Sus primeras colaboraciones en el campo de las artes gráficas se relacionan con el diseño corporativo y publicitario para varias marcas mexicanas de textiles, moda y life style, así como con el diseño en hoteles de prestigio, como la realización de una colección de textiles para el Arq. Ricardo Legorreta.
En 1999 fundó la marca Carmen Rion y un año después inauguró su primera boutique en la Colonia Condesa, en la Ciudad de México. En 2013 abrió un punto de venta con la marca Sna Maruch + Carmen Rion en San Cristóbal de las Casas, Chiapas. 
A lo largo de su trayectoria, Carmen Rion ha realizado numerosas exposiciones nacionales e internacionales de arte y cultura, integrando apasionadamente su trabajo al de grupos de artesanos textiles, incluyendo técnicas ancestrales en propuestas de arte contemporáneo y moda de alta calidad.
Carmen es hija del empresario José Rión (Q. E. P. D.), dueño de la Camisería Savoy, popular entre las décadas de los 40 y los 60, y hermana del empresario Fernando Rión, dueño de la marca Ferrioni.
Estuvo casada con el pintor Guillermo Scully, quien falleció en 2011.

## Libros
- A Cuarenta Años del Pasaje Savoy, 2005.[9]

## Exposiciones
- Ethical Fashion Show, Carrousel du Louvre, París, 2008.[2]
- Pasarela Scully + Rion, Ethical Fashion Show, Carrousel du Louvre, Paris, 2009.
- Bienal de Arte Contemporáneo de Chapingo. 2008
- Re-Thinking Tradition. Washington, EUA. 2010
- Paisaje Mocheval, Museo Franz Mayer, Ciudad de México, 2011.[10]
- Paisaje Mocheval, Bargoin Museum, Clermont-Ferrand, 2014.[7]
- Made in Mexico. Textile Museum de Londres. UK
- El Arte de la Moda y la Indumentaria en México, Palacio de Iturbide, Ciudad de México, 2016.[11]
- México Textil, Museo de Arte Popular, Ciudad de México, 2018.
- Road of the Silk. Imperial Arts Palace. Beijing, China. 2018.
- Global Qipao Invitational Exhibition. China Silk Museum. Hangzhou. China.
- México Textil Sur, Museo de Arte Popular, 2019.

## Reconocimientos
- Premio de Lujo Sostenible, IE Business School, 2015.[12][13]